# Crypsicometa suffusa
Crypsicometa suffusa är en fjärilsart som beskrevs av John Henry Leech 1891. Crypsicometa suffusa ingår i släktet Crypsicometa och familjen mätare. Inga underarter finns listade i Catalogue of Life.